# Гранби (тауншип, Миннесота)
Гранби (англ. Granby) — тауншип в округе Николлет, Миннесота, США. На 2000 год его население составило 259 человек.

## География
По данным Бюро переписи населения США площадь тауншипа составляет 87,8 км², из которых 71,4 км² занимает суша, а 16,5 км² — вода (18,76 %).

## Демография
По данным переписи населения 2000 года здесь находились 259 человек, 91 домохозяйство и 72 семьи.  Плотность населения —  3,6 чел./км².  На территории тауншипа расположено 95 построек со средней плотностью 1,3 построек на один квадратный километр. Расовый состав населения: 98,07 % белых, 1,16 % азиатов, 0,39 % — других рас США и 0,39 % приходится на две или более других рас. Испанцы или латиноамериканцы любой расы составляли 0,39 % от популяции тауншипа.
Из 91 домохозяйства в 34,1 % воспитывались дети до 18 лет, в 72,5 % проживали супружеские пары, в 5,5 % проживали незамужние женщины и в 19,8 % домохозяйств проживали несемейные люди. 16,5 % домохозяйств состояли из одного человека, при том 7,7 % из — одиноких пожилых людей старше 65 лет. Средний размер домохозяйства — 2,85, а семьи — 3,18 человека.
24,7 % населения младше 18 лет, 7,3 % в возрасте от 18 до 24 лет, 26,6 % от 25 до 44, 21,6 % от 45 до 64 и 19,7 % старше 65 лет. Средний возраст — 40 лет. На каждые 100 женщин приходилось 96,2 мужчин.  На каждые 100 женщин старше 18 приходилось 119,1 мужчин.
Средний годовой доход домохозяйства составлял 42 031 доллар, а средний годовой доход семьи —  47 917 долларов. Средний доход мужчин —  31 806  долларов, в то время как у женщин — 21 667. Доход на душу населения составил 15 713 долларов. За чертой бедности не находилась ни одна семья и 0,8 % всего населения тауншипа, из которых 3,9 % старше 65 лет.